# 热克斯区
热克斯区（法語：arrondissement de Gex）是法国安省所辖的一个区。总面积404.9平方公里，总人口96535，人口密度139人/平方公里（2018年）。主要城镇为热克斯。

## 辖区
热克斯区辖有27个市镇。